# Semin (Donji Vakuf)
Semin es un pueblo de la municipalidad de Donji Vakuf, en el cantón de Bosnia Central, Bosnia y Herzegovina.

## Superficie
Posee una superficie de 3,71 kilómetros cuadrados.

## Demografía
Hasta 2013 la población era de 14 habitantes, con una densidad de población de 3,8 habitantes por kilómetro cuadrado.